# Antoni Anguera i Bernaus
Antoni Anguera i Bernaus (Térmens, 17 de febrer de 1921 - Lleida, 1 de setembre de 1993) fou un futbolista català de la dècada de 1940.

## Trajectòria
Començà a jugar a futbol a l'equip de l'Escola del Treball de Lleida l'any 1934. Acabada la Guerra Civil ingressà al Lérida Balompié, embrió de la UE Lleida, on jugà la temporada 1939-40. L'any 1940 fou fitxat pel FC Barcelona, on debutà el 29 de setembre de 1940. No obstant, la seva prometedora carrera es va veure estroncada el 9 de febrer de 1941 a Balaídos, on rebé un fort cop al taló. Arrossegà aquesta lesió la resta de la seva carrera. Jugà una temporada més al Barça, jugant el 15 de febrer de 1942 el seu darrer partit oficial amb el club. Fou campió de Copa la temporada 1941-42, però finalment el Barça li donà la baixa per lesió. Jugà una temporada més al Lleida, però la seva lesió al tendó d'Aquil·les només li va permetre disputar un partit i acabà retirant-se amb 22 anys de la pràctica del futbol.

## Palmarès
- Copa espanyola:
  - 1941-42